# Chiesa di San Sebastiano (Nancy)
La chiesa di San Sebastiano è una chiesa di rito cattolico costruita a Nancy nel XVI secolo.

## Le origini della chiesa

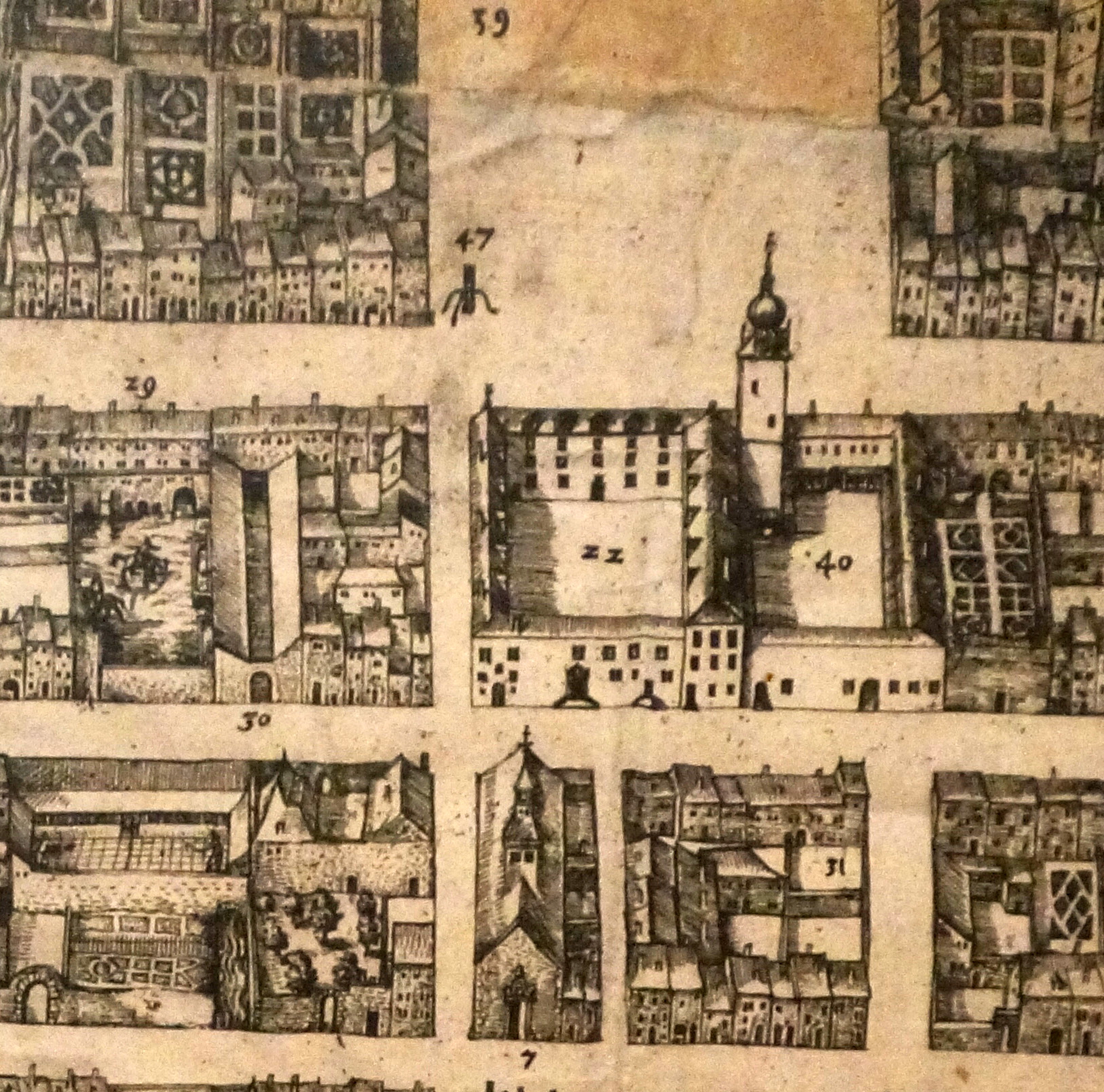
47 fontana, 40 mercato del grano, 7 la chiesa di San Sebastiano (in basso al centro); piano del 1611.

Al momento della creazione della Città Nuova alla fine del XVI secolo, su decisione del duca Carlo III di Lorena, furono stabilite tre parrocchie dedicate rispettivamente ai patroni: San Sebastiano, San Rocco e San Nicola. Il 21 novembre 1593, la parrocchia di San Sebastiano fu istituita nella Ville-Neuve di Nancy. A seguito delle guerre e per motivi di denaro, la costruzione del santuario subì dei ritardi. Del progetto iniziale, fu eretta una sola cappella, consacrata a San Sebastiano martire. 

## La prima chiesa
Questa prima cappella fu eretta in tre mesi nell'anno 1603 e fu dedicata a san Sebastiano, invocato contro le epidemie e in particolare contro la peste, che devastava allora la popolazione della regione. Di questa prima costruzione, non rimane altro che il retablo dell'altar maggiore, ancora visibile nella chiesa dei Cordelier di Nancy. Questa modesta chiesa aveva il suo ingresso principale sul lato est, che però di fatto è «occidentale». Una prima torre fu eretta nel 1682, quella a sinistra, guardando l'attuale facciata. Un vicolo separava allora le facciate posteriori della chiesa di San Sebastiano e dell'antico hôtel de ville di stile rinascimentale. Dopo molte trasformazioni, questa chiesa, causa la mancanza di manutenzione, si deteriorò e fu infine in gran parte abbattuta nel 1719. Essa fu sostituita durante il regno del duca Leopoldo nel XVIII secolo, dall'edificio che noi conosciamo attualmente.

## La chiesa del XVIII secolo
Questa chiesa è certamente l'opera maggiore dell'architetto di Nancy Jean-Nicolas Jennesson (1686 - 1755). L'architetto ha trovato le parti architetturali migliori per costruire una chiesa di grandi dimensioni, circondata dalle quattro vie, il tutto conservando la torre innalzata nel 1682. Egli adottò un piano di massa rettangolare, ma pose l'ingresso a est.
Una seconda torre fu eretta per fare pendant con quella già esistente. L'abside semicircolare deborda leggermente sulla via. La prima pietra fu posata il 20 luglio 1720. La copertura di ardesia coprì la navata e il coro nel 1725. Dopo qualche difficoltà con l'architetto, la chiesa di San Sebastiano fu terminata nel 1731.
Essa fu benedetta il 30 settembre dello stesso anno dal curato Jean Rémi. Il vescovo di Toul, Scipion-Jérôme Bégon, la consacrò il 9 agosto 1732. Stanislao Leszczyński, duca di Lorena, per il suo nuovo progetto di urbanizzazione di Nancy e per "liberare" la chiesa di San Sebastiano, fece demolire l'antico hôtel de ville nel 1751, permettendo così alla chiesa di dominare la piazza del mercato.

## La facciata d'ispirazione barocca
L'aspetto esterno rimase classico nelle sue linee principali. Tuttavia la facciata è stata particolarmente curata dall'architetto: più bassa del resto dell'edificio, s'incurva e forma delle specie di avancorpi che inquadrano l'unica porta d'ingresso.
Quattro grandi pannelli scolpiti in bassorilievo da Joseph-Dieudonné Pierre ne costituiscono la decorazione: i due che inquadrano la porta sono incurvati e rappresentano il Salvatore e la Vergine.
I due situati alle estremità sono piatti e vi si vedono san Nicola e san Carlo. I pannelli sono separati da pilastri e da colonne doriche; queste ultime sostengono un cornicione ornato da triglifi.
Il secondo livello è composto da una grande apertura, sormontata da un orologio del XIX secolo, che sostituisce le armoirie di Lorena sotto un mantello reale e sostenute da due aquile. L'opera era di François Chassel, ed è stata martellata e distrutta dalla Rivoluzione nel 1792. I due avancorpi laterali portano in coronamento delle urne e due imponenti statue, San Sebastiano a sinistra e il duca Leopoldo a destra. L'insieme è stato eseguito da Victor Huel padre e finanziato nel 1882 dall'abate Trouillet, curato della parrocchia di Saint-Epvre e benefattore della città.
In secondo piano, si vedono le due torri alte 45 metri, coperte da lanternoni, con la loro croce alla sommità: queste ultime sono attribuite a Jean Lamour.

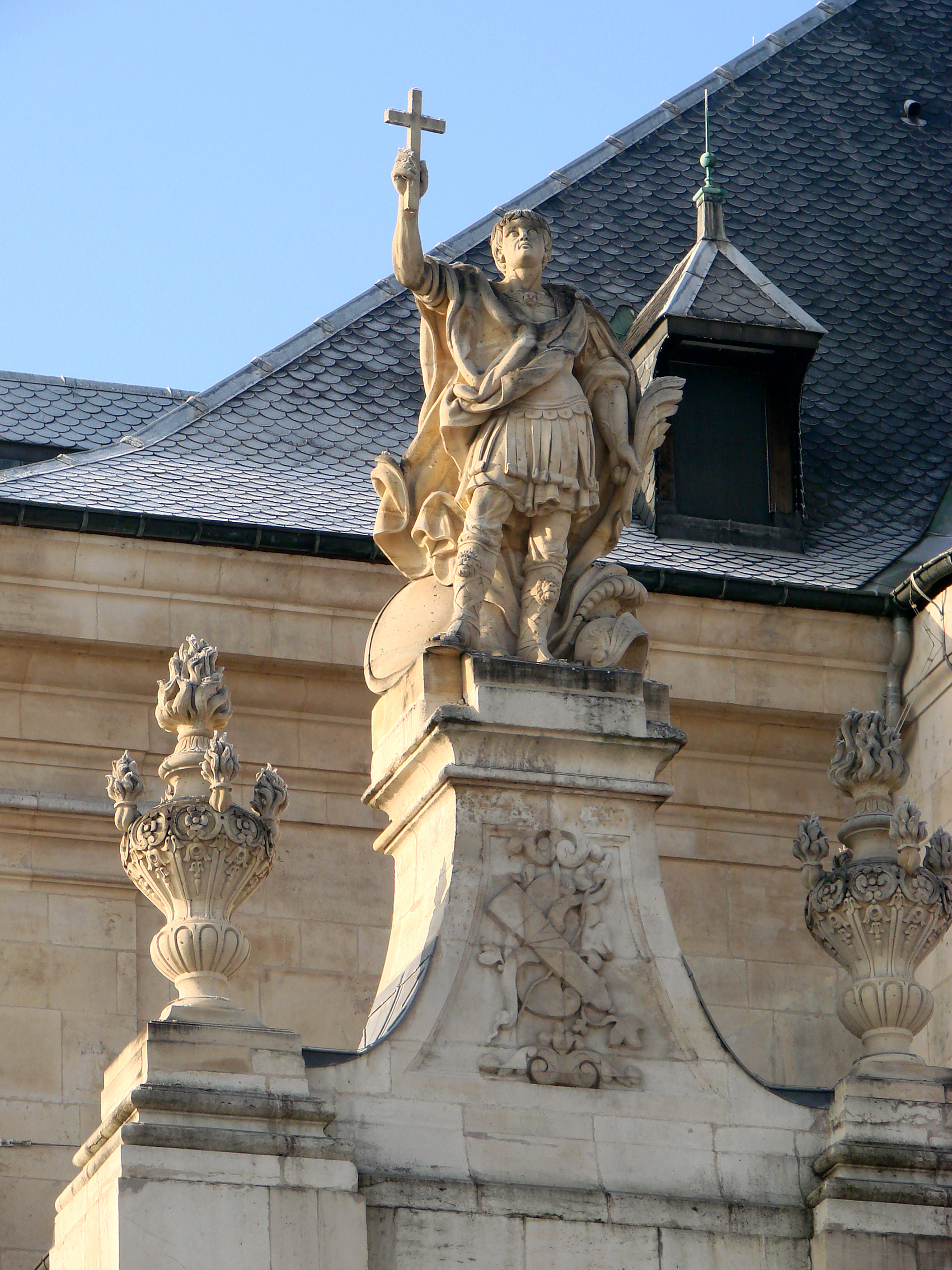
San Sebastiano.
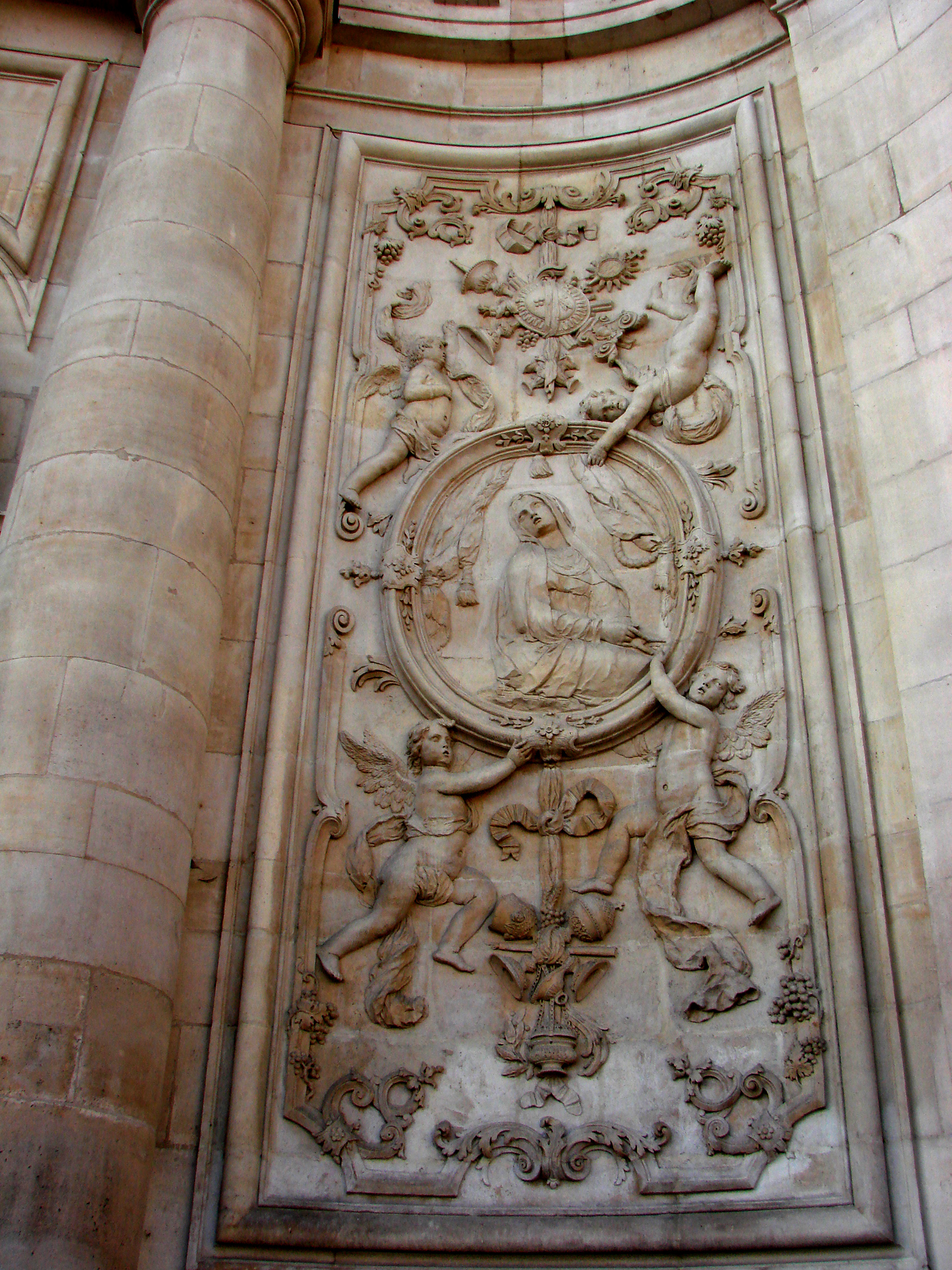
La Vergine.
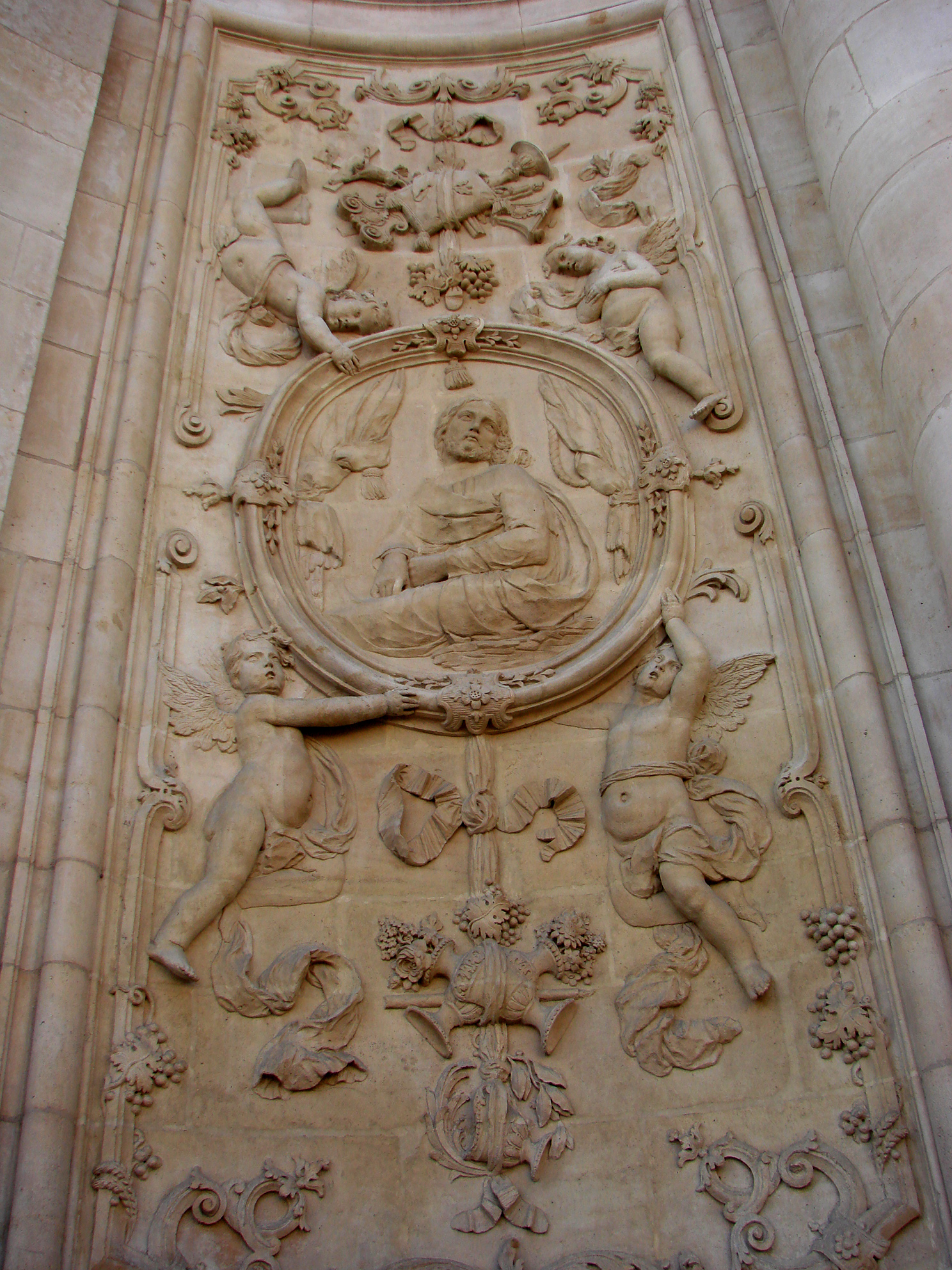
Il Salvatore.
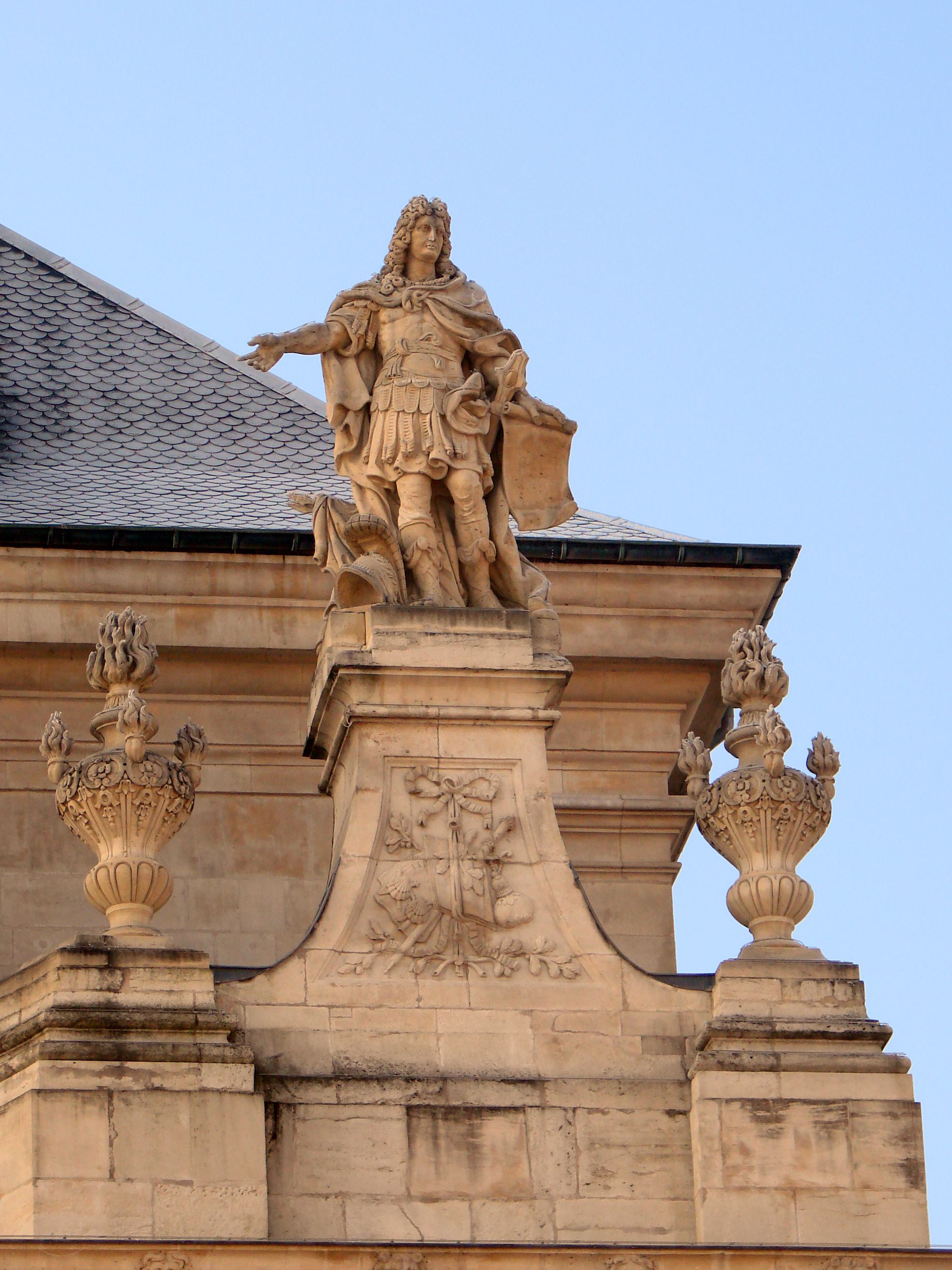
Il duca.

## L'architettura interna

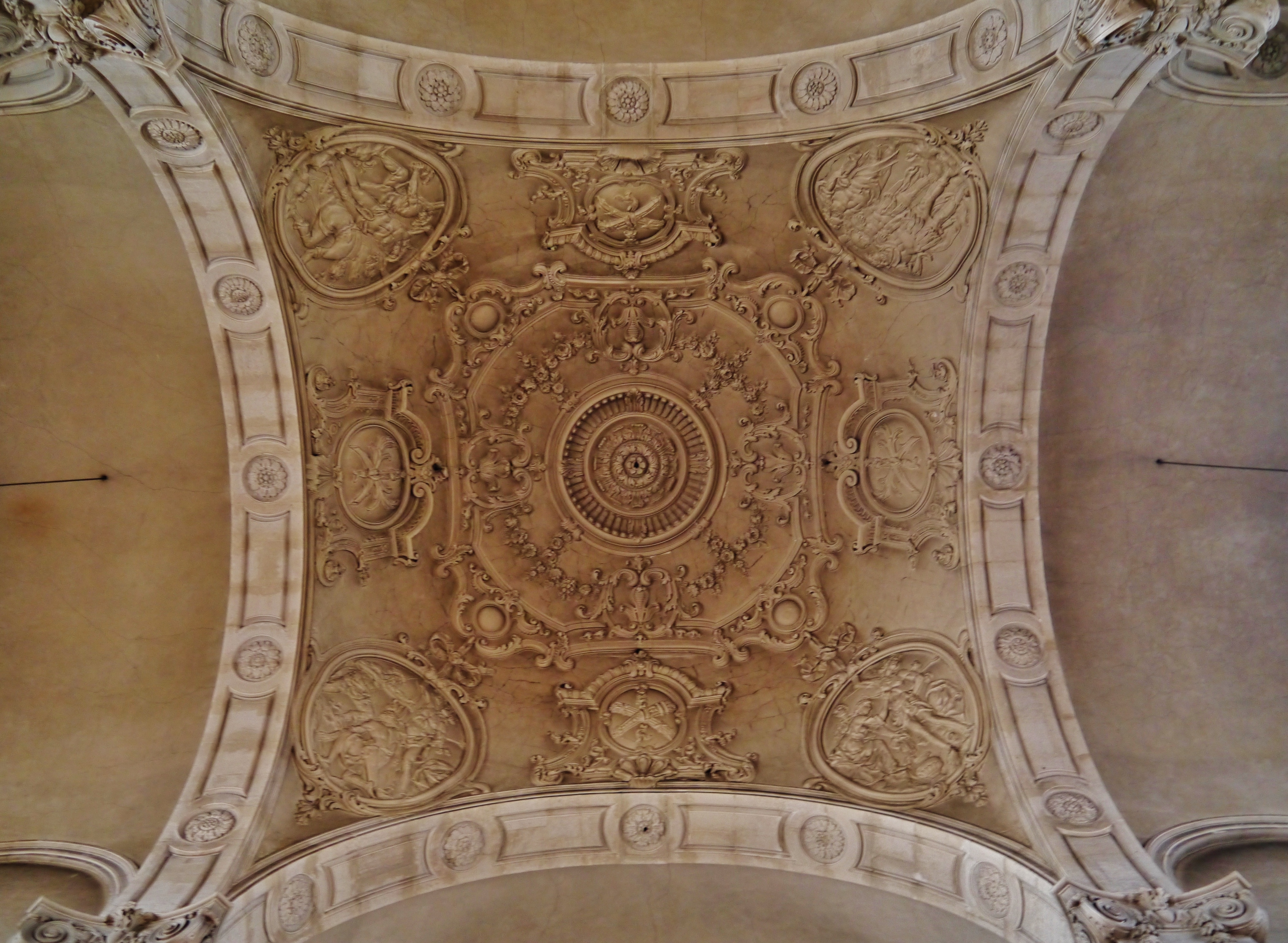
Volta della chiesa di San Sebastiano a Nancy.

La chiesa comprende una navata di quattro campate con delle navate laterali della stessa altezza, nella tradizione delle chiese-hall, disposizione che si ritrova in Lorena nella medesima epoca. Le colonne sagomate a capitelli ionici sostengono la volta. La luminosità è assicurata da grandi finestre aperte nei muri sud e nord.
Il coro ha ricevuto una decorazione accurata, la volta è ornata da quattro scene del martirio di san Sebastiano. Un crocifisso attribuito allo scultore Bagard chiude la prospettiva del coro. Nelle navate laterali si rimarca a sinistra, la tomba di Jean Girardet (1709 - 1778), primo pittore del re Stanislao Leszczyński, realizzato nel 1783 da Johann Joseph Söntgen; il monumento originale è andato distrutto nel 1792. Quello visibile attualmente è stato rifatto nel 1801 dallo scultore Joseph Labroise e dal pittore Laurent. Quest'allegoria rappresenta i Tempi che vogliono ricoprire Girardet, mentre la Lorena, dispiaciuta, tenta di opporvisi.
Nella navata laterale destra sono state trasferite nel 1917 le ceneri dell'architetto Jean-Nicolas Jennesson. Al di sopra della porta, un organo della casa Dalstein-Haerpfer  è stato realizzato nel 1879. Quest'organo è il più grande strumento a trazione meccanica realizzato da questa ditta e resta innegabilmente il suo capolavoro. Esso è, con il Grand'organo della cattedrale di Notre-Dame-de-l'Annonciation di Nancy, uno degli strumenti maggiori della città di Nancy.

## La chiesa dopo la rivoluzione
Come molti edifici religiosi, la chiesa di San Sebastiano ha sofferto dei guai a causa della Rivoluzione francese, in particolare nel 1792. La chiesa, sconsacrata, servì d'asilo per malati di mente nel 1794, poi da magazzino della paglia. Ciò avvenne dopo il concordato, nel 1801, quando l'edificio fu reso al culto. Totalmente svuotata di tutto il mobilio, la chiesa dovette essere riammobiliata. La città approfittò della destinazione allora del tutto recente dell'antica abbazia di San Giuseppe di Nancy al culto protestante per trasferire una parte del mobilio di questo edificio verso San Sebastiano, da cui dipendeva: l'altar maggiore in marmo, la vaschetta e l'abat-son del pulpito e le statue della Vergine e di san Giuseppe (che oggi ornano l'arco di trionfo del coro).
Alla fine del XIX secolo, la distruzione della cappella dei Piccoli Carmelitani, resasi necessaria per la costruzione della futura succursale della Banca di Francia a Nancy, comportò l'arrivo d'un capolavoro della statuaria lorena: la statua di san Giuseppe con Gesù Bambino, in terracotta, opera di Adam. Un imponente altare in legno fu allora appositamente costruito nella navata laterale sinistra.
Dal 1904 al 1906, Henri-Jean Houbaut vi fu vicario, poi curato dal 1926 al 1934, quando fu nominato vescovo di Bayonne.
La chiesa è classificata tra i monumenti storici di Francia con un Decreto del 6 luglio 1921.